# Gypona fastuosa
Gypona fastuosa är en insektsart som beskrevs av Spångberg 1881. Gypona fastuosa ingår i släktet Gypona och familjen dvärgstritar. Inga underarter finns listade i Catalogue of Life.